# Job 8
Job 8 es el octavo capítulo del Libro de Job en la Biblia hebrea o el Antiguo Testamento del Cristianismo . El libro es anónimo; la mayoría de los estudiosos creen que fue escrito alrededor del siglo VI a. C. Este capítulo recoge el discurso de Bildad el Shuhita (uno de los amigos de Job), que pertenece a la sección «Diálogo» del libro, que comprende Job 3:1–Job 31:40.

## Texto
El texto original está escrito en lengua hebrea. Este capítulo se divide en 21 versículos.

### Testimonios textuales
Algunos manuscritos antiguos que contienen el texto de este capítulo en hebreo pertenecen al Texto masorético, que incluye el Códice de Alepo (siglo X) y el Codex Leningradensis (1008). Se encontraron fragmentos que contienen partes de este capítulo en hebreo entre los Rollos del Mar Muerto, incluyendo 4Q100 (4QJobb; 50–1 a. C.) con los versículos 15–17 conservados.
También existe una traducción al griego koiné conocida como la Septuaginta, realizada en los últimos siglos antes de Cristo; algunos manuscritos antiguos que se conservan de esta versión incluyen el Codex Vaticanus (B; {\displaystyle {\mathfrak {G}}}B; siglo IV), el Codex Sinaiticus (S; BHK: {\displaystyle {\mathfrak {G}}}S; siglo IV) y el Codex Alexandrinus (A; {\displaystyle {\mathfrak {G}}}A; siglo V).

## Análisis
La estructura del libro es la siguiente:
- El prólogo (capítulos 1-2)
- El diálogo (capítulos 3-31)
- Los veredictos (32:1-42:6)
- El epílogo (42:7-17)

Dentro de la estructura, el capítulo 8 se agrupa en la sección Diálogo con el siguiente esquema:
- La maldición y el lamento de Job (3:1-26)
- Primera ronda (4:1-14:22)
  - Elifaz (4:1–5:27)
  - Job (6:1–7:21)
  - Bildad (8:1–22)
    - La esencia del argumento de Bildad (8:1–7)
    - La base de la opinión de Bildad (8:8–10)
    - Comentarios discursivos (8:11–19)
    - Un final optimista (8:20–22)

  - Job (9:1–10:22)
  - Zofar (11:1–20)
  - Job (12:1–14:22)
- Segunda ronda (15:1–21:34)
- Tercera ronda (22:1–27:23)
- Interludio: un poema sobre la sabiduría (28:1–28)
- Resumen de Job (29:1–31:40)

La sección del diálogo está compuesta en formato poético, con una sintaxis y una gramática distintivas. El capítulo 8 recoge la primera respuesta de Bildad a Job, que se puede dividir en varias secciones diferenciadas:
- Los versículos 1-7 contienen el argumento central de Bildad de que Dios no pervertirá la justicia.
- Los versículos 8-10 esbozan la autoridad de este argumento.
- Los versículos 11-19 presentan un lado de la doctrina de Bildad sobre la justicia retributiva (el castigo de los malvados).
- Los versículos 20-22 terminan con una nota optimista, dejando abierta la posibilidad de que Job sea reivindicado porque es justo.[15]

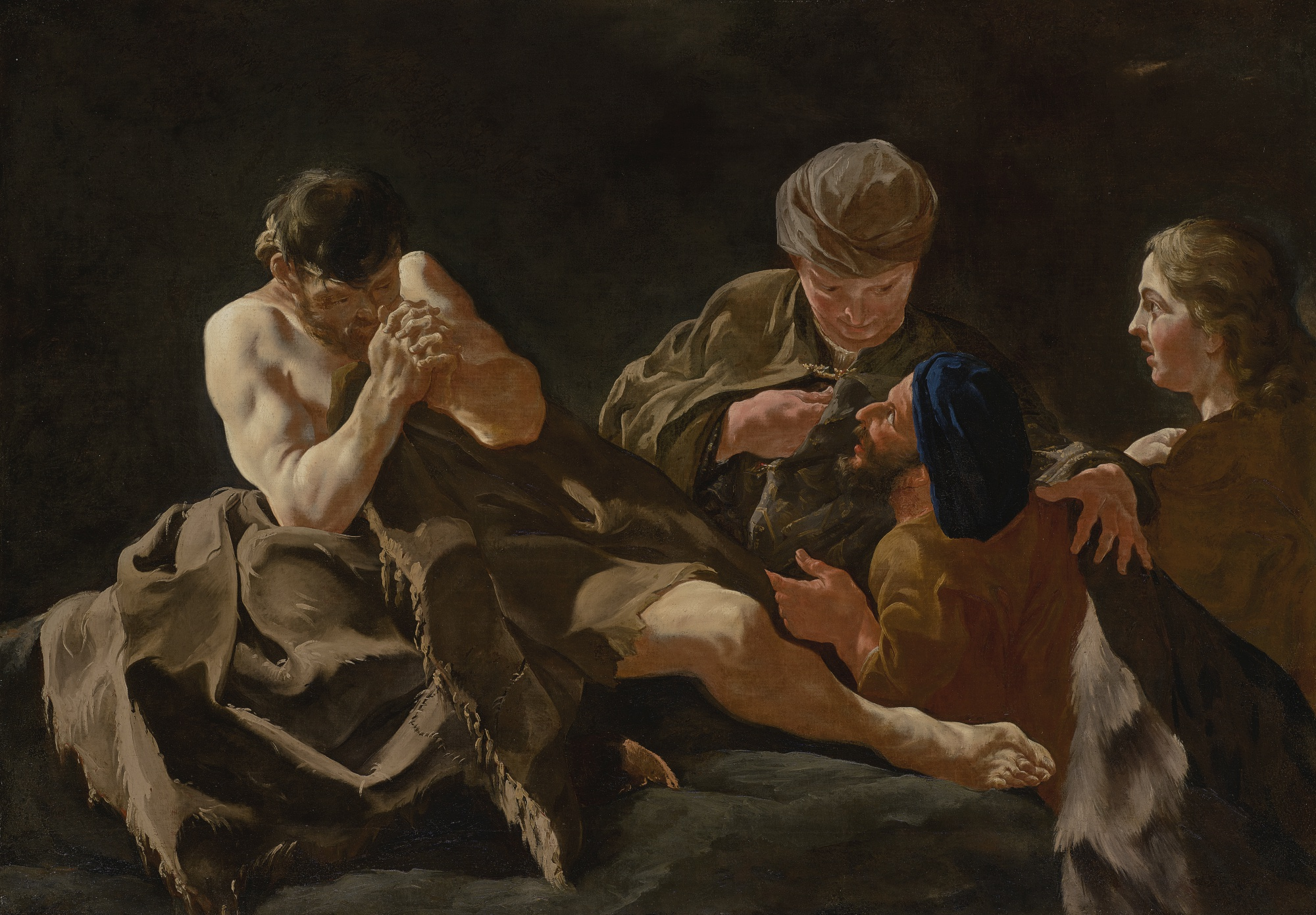
«Elifaz, Bildad y Zofar consolando a Job», de Giulia Lama (hacia 1730).

## La esencia y la base del argumento de Bildad (8:1–10)
Bildad es el segundo de los amigos de Job en hablar (versículo 1) y considera que las palabras de Job son inapropiadas, por lo que lo reprende basándose en su principio de que Dios Todopoderoso no pervierte la justicia ni la rectitud. Esto contrasta con el enfoque de Elifaz sobre la santidad absoluta de Dios. Bildad cree que el sufrimiento es un castigo, por lo que la muerte de los hijos de Job es prueba de que han pecado (versículos 4-7). La fuente del argumento de Bildad son las tradiciones arraigadas, aquellas investigadas por generaciones anteriores y que parecen haber resistido el paso del tiempo (versículos 8-10).

### Versículo 2
[Bildad dijo:] «¿Hasta cuándo hablarás estas cosas,
y las palabras de tu boca son como un viento fuerte?»
- «Fuerte»: de la palabra hebrea כַּבִּיר, «kab-bîr», también «grande» o «poderoso»,[20] que implica tanto «abundancia» como «grandeza» en algunos aspectos de la «fuerza»; solo se encuentra en el Libro de Job y en Isaías.[15][21] El uso de esta palabra para modificar el sustantivo «viento» (רוח כַּבִּיר, rū-aḥ kab-bîr; «viento fuerte»[20]) es para señalar que las palabras de Job están llenas de sonido pero sin contenido sólido.[21] Esto es diferente del término en hebreo רוח גדולה, rū-aḥ gə-ḏō-w-lāh para el «gran viento»[22] que causó la muerte de los hijos de Job (Job 1:19).[23]

### Versículo 3
[Bildad dijo:] «¿Acaso Dios pervierte el juicio?
¿O el Todopoderoso pervierte la justicia?»
- «Dios»: de la palabra hebrea הַ֭אֵל, ha-’êl.[25]
- «Todopoderoso»: de la palabra hebrea שַׁ֝דַּ֗י, sha-day.[25]

Este versículo, expresado en forma de pregunta retórica, contiene la premisa fundamental del argumento de Bildad. Los conceptos gemelos, juicio (justicia; en hebreo: mišpāṭ) y justicia (rectitud; en hebreo: tsedeq), son fundamentales para describir la actividad del Señor en la Biblia hebrea, como en estos dos principios «la tierra está establecida», al igual que «el trono de Dios» (Salmo 97:2), y también como las dos cualidades que Dios exige a Israel (Isaías 5:7; Amós 5:24), y en las que se basa el pacto (Oseas 2:19).

## Comentarios discursivos y final optimista de Bildad (8:11-22)
El discurso de Bildad (versículos 11-19) se centra casi por completo en los aspectos negativos de la doctrina tradicional de la retribución, es decir, el castigo de los malvados. Los detalles excesivos y abrumadores del discurso parecen obligar a Job a «comprender» que su sufrimiento debe haber sido causado por el pecado. Bildad concluye entonces su enseñanza con una nota bastante positiva (versículos 20-22; cf. Salmo 126:2; 132:18), pero este sentido «teóricamente optimista» está condicionado al arrepentimiento de Job por su supuesto pecado y a que renuncie a las acusaciones de que Dios está pervirtiendo la justicia.

### Versículo 22
[Job dijo:] «Los que te odian serán cubiertos de vergüenza,
y la morada de los impíos será destruida».
- «Serán reducidos a la nada»: literalmente, «no serán».[28] Esta última palabra (en hebreo) del discurso de Bildad (8:22; ’ê-nen-nū, «quedarán en nada») comparte la misma raíz que la última palabra del lamento de Job en el capítulo anterior, pero con un sufijo pronominal diferente (7:21; ’ê-nen-nî, «yo ya no [seré]»).[29]

## Comentarios

### De la Iglesia católica

#### A todo el capítulo
En el versículo 3, Bildad parte de un principio incuestionable: Dios es justo y sus acciones están regidas por el derecho. Sin embargo, su aplicación de este principio es rígida y mecánica. Interpreta el sufrimiento de Job y la muerte de sus hijos como prueba inequívoca de culpa. Así, para mantener intacta la idea de la justicia divina, se ve obligado a concluir que, pese a las apariencias, Job y su familia han pecado. La doctrina de la retribución inmediata no le deja espacio para otra explicación.
Bildad responde a Job con firmeza, corrigiendo el tono de sus palabras y defendiendo la justicia infalible de Dios. Su discurso sigue dos líneas argumentales. La primera es que los hijos de Job murieron por sus propias culpas, pero él aún tiene oportunidad de volverse a Dios y obtener misericordia (vv. 1-7). La segunda se basa en ejemplos tradicionales: la prosperidad del impío es efímera, pues carece de fundamentos sólidos, como el papiro sin agua, la tela de araña o el árbol arrancado de raíz (vv. 8-19). La conclusión es optimista, aunque condicionada: si Job se mantiene justo y recto, podrá ser restaurado y volver a vivir en paz (vv. 20-22). La lógica de Bildad sigue siendo la de la retribución inmediata: Dios premia al justo y castiga al culpable.